# Game.com
De Game.com (uitgesproken als game com) is een draagbare spelcomputer (handheld), uitgegeven door Tiger Electronics in 1997. Het bevat veel nieuwe ideeën voor handheldconsoles en heeft verschillende PDA-mogelijkheden, zoals een touchscreen en een stylus.
Spelcomputers · Draagbare spelcomputers (Lijst van draagbare spelcomputers)